# Črna vas

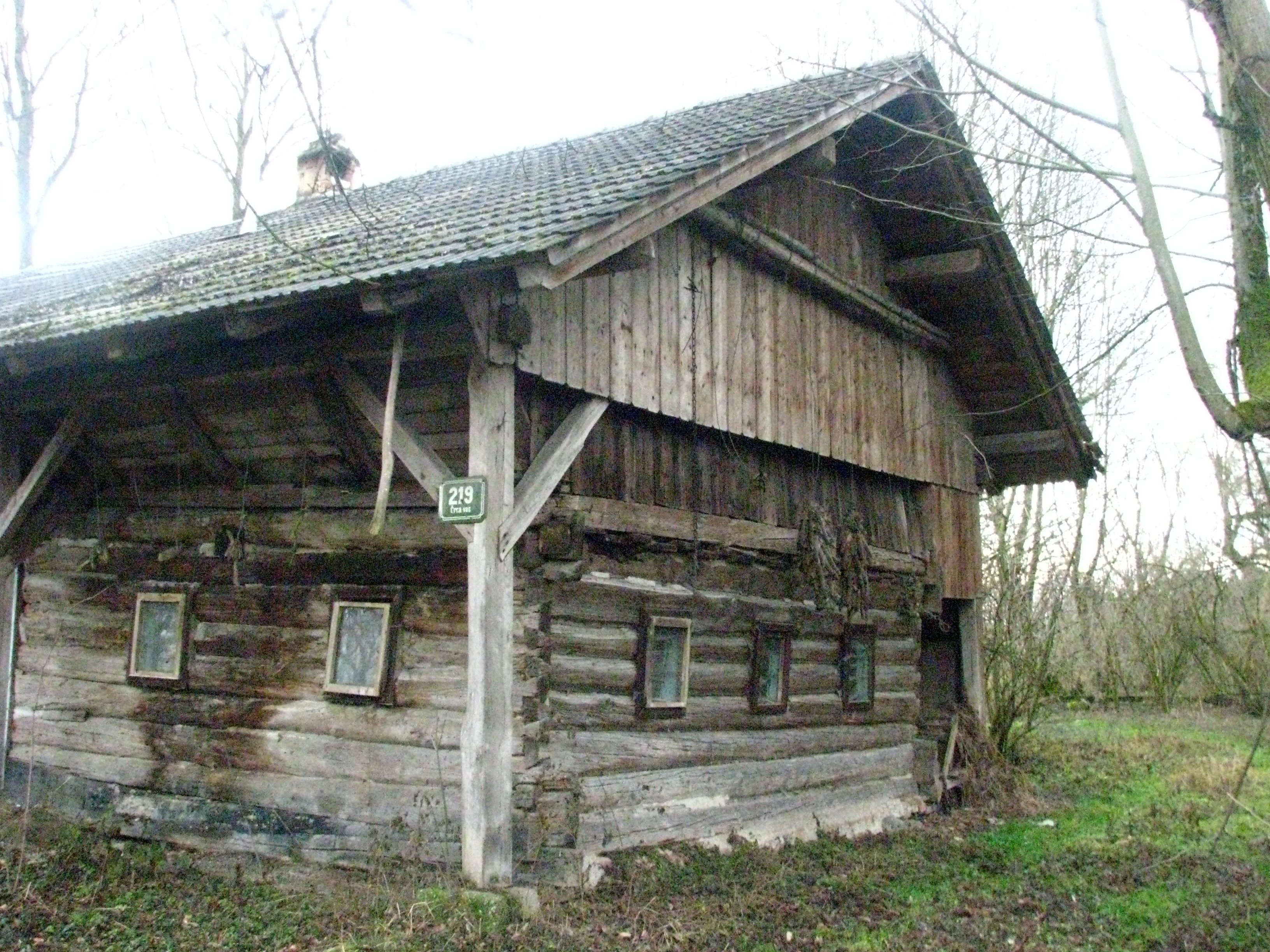
Tomaž-Haus, Črna vas

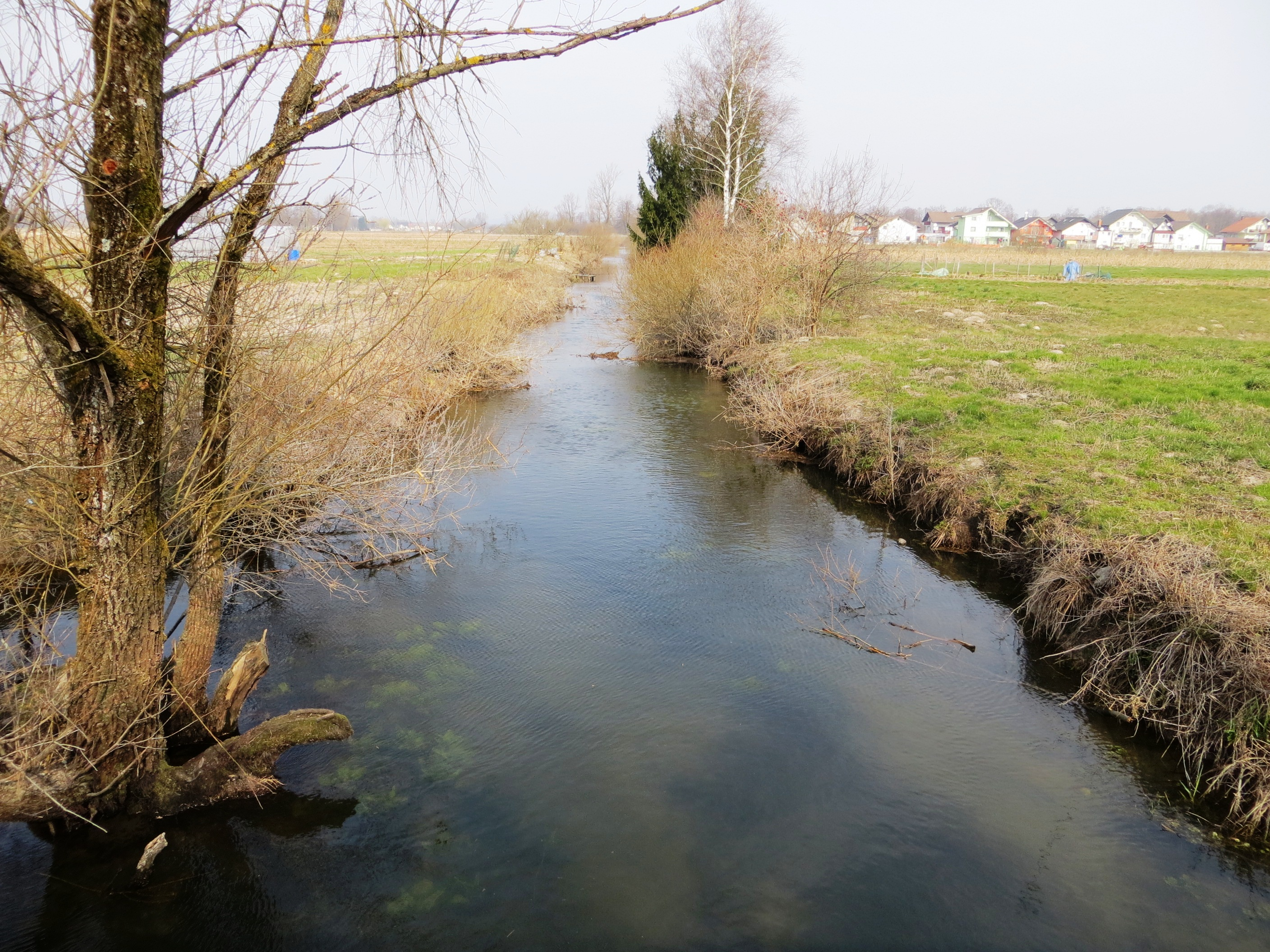
Farjevec-Bach, Črna vas

Črna vas (tʃəɾna ˈʋaːs; deutsch Schwarzdorf) ist ein Straßendorf in der Stadtgemeinde Ljubljana südlich der Stadt Ljubljana. Lange Zeit war Črna vas Teil des Stadtgebiets von Ljubljana, danach wurde es als Siedlung unabhängig. Das Dorf ist Teil der historischen Region Unterkrain und gehört heute mit dem Rest der Stadtgemeinde zur statistischen Region Zentralslowenien.

## Lage
Die Siedlung liegt im Nordosten des Laibacher Moors (Ljubljansko barje), südlich der Ljubljanica, die die Grenze zu den Laibachern Stadtbezirken Vič und Trnovo bildet, östlich und nördlich vom Dorf Lipe. Im Osten bildet der Farjevec-Bach die Grenze. Der Fluss Iška durchschneidet das Siedlungsgebiet westlich des Dorfs in nördlicher Richtung. Weitere Wasserläufe in der Siedlung sind der Vala-Bach, der Capuder-Bach, der Zidar-Bach (slowenisch: Zidarjev-Graben) und der Salček-Bach (slowenisch: Salčkov-Graben), die als Entwässerungskanäle für die umliegenden landwirtschaftlichen Flächen dienen. Entlang der Straße befinden sich bewirtschaftete Felder und dahinter Wiesen. Der südliche Teil der Siedlung ist sumpfiger und wird jährlich überschwemmt. Neben dem Farjevec-Bach liegt das unzerstörte Šotnik-Moor.

## Geschichte
Das Dorf hieß bis 1876 Volar und gehörte zusammen mit den Ortschaften Lipe, Ilovica und Havptmance zu den ab 1830 erfolgten Neusiedlungen im Laibacher Moor.

## Sehenswürdigkeiten

### Pfarrkirche St. Michael im Laibacher Moor
Die Pfarrkirche des Moordorfs (slowenisch: Cerkev sv. Mihaela na Barju) wurde zwischen 1937 und 1938 nach Plänen von Jože Plečnik erbaut. Wegen des sumpfigen Geländes wurde das Gebäude auf 347 Holzpfählen gegründet. Außerdem wurde der Glockenturm separat vom Hauptgebäude errichtet und sein Gewicht durch gewölbte Öffnungen reduziert. Ungewöhnlich für die damalige Zeit wurde die Kirche nicht in West-Ost, sondern in Nord-Süd-Richtung angeordnet. Der Altar wurde an die lange Nordwand gestellt und ist so den Kirchenbesuchern deutlich näher als in der traditionellen Bauform einer römisch-katholischen Kirche. St. Michael ist als Kulturerbe von nationaler Bedeutung für Slowenien gelistet. Seit 2021 ist sie Teil der Weltkulturerbestätte Die Werke von Jože Plečnik in Ljubljana – am Menschen orientierte Stadtgestaltung.

### Tomaž-Haus
Das 1844 erbaute Tomaž-Haus hat seine ursprüngliche Form aus der Zeit der Besiedlung des Laibacher Moors um 1830 bewahrt. Seit 2001 ist es als Kulturdenkmal von nationaler Bedeutung geschützt.

## Persönlichkeiten
- Anton Melik (1890–1966), Geograph und Professor